# エドワルド・セーロフ
エドワルド・アファナーシエヴィチ・セーロフ（ロシア語: Эдуа́рд Афана́сьевич Серо́в, ラテン文字転写: Edward Afanasyevich Serov、1937年9月9日モスクワ - 2016年9月19日サンクトペテルブルク）はロシア出身の指揮者。ロシア・ソビエト連邦社会主義共和国人民芸術家（1990年授与）。

## 略歴
1937年にモスクワに生まれ、幼少よりピアノとヴァイオリンを学んだ。グネーシン音楽アカデミー、キエフ音楽院で学んだ。キエフ・バレエ学校で指揮者として活動を始める一方で、レニングラードで指揮法と作曲法を学び、1962年より指揮法クラスではエフゲニー・ムラヴィンスキーの助手を務めた。1964年にレニングラード音楽院を卒業し、レニングラード・フィルハーモニー交響楽団の指揮者となった。

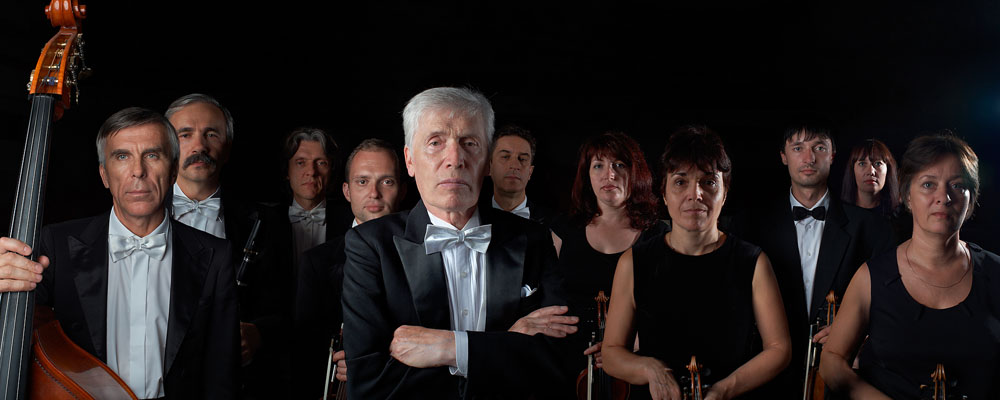
ヴォルゴグラード・フィルハーモニー管弦楽団と共に

第1回カラヤン国際指揮者コンクールでの受賞により注目され、新たに設立されたウリヤノフスク・フィルハーモニー管弦楽団の芸術監督兼首席指揮者に就任。その後1974年からはレニングラード室内管弦楽団（サンクトペテルブルク国立アカデミー交響楽団の前身）の首席指揮者となり、この職を1985年まで務めた。その後はレニングラード・フィルハーモニー交響楽団で指揮を執り、1987年からはヴォルゴグラード・フィルハーモニー管弦楽団の首席指揮者、1991年にはデンマークのオーデンセ交響楽団の首席指揮者の職に就いた。1995年のシーズンからはサラトフ・フィルハーモニー管弦楽団で首席指揮者となり2003年まで務めた。
生前は欧州各国のみならず、米国、カナダや日本に招聘されて指揮を執り、ヴォルゴグラードで開催される音楽祭においては芸術監督を務めていた。こうした永年の功績に対し、2006年に母国ロシアより名誉賞が贈られた。
2016年、サンクトペテルブルクにて死去。

### オーケストラ指揮者としての経歴
- 1962年-1968年 : レニングラード・フィルハーモニー交響楽団 指揮者
- 1969年-1974年 : ウリヤノフスク・フィルハーモニー管弦楽団 芸術監督兼首席指揮者
- 1974年-1985年 : レニングラード室内管弦楽団 首席指揮者
- 1985年-1990年 : レニングラード・フィルハーモニー交響楽団 指揮者
- 1987年-: ヴォルゴグラード・フィルハーモニー管弦楽団 首席指揮者
- 1991年-1996年 : オーデンセ交響楽団 首席指揮者
- 1995年-2003年 : サラトフ・フィルハーモニー管弦楽団 首席指揮者[2]

## 参考資料
1. ↑  併記されているロシア語名のとおり「セローフ」が正しい。
2. 1 2 3  Naxos Music Library - Edward Serov biograph  2017年5月7日閲覧